# プロ野球オールスター場外乱闘ホントのところ日本一はどこなんだスペシャル
『プロ野球オールスター場外乱闘 ホントのところ日本一はどこなんだスペシャル』（プロやきゅうオールスターじょうがいらんとう ホントのところにっぽんいちはどこなんだスペシャル）は、2002年から2005年まで毎年1月2日にフジテレビ系列で放送されていた関西テレビ製作のスポーツバラエティ特番。初回は2002年1月2日（水曜） 22時00分 - 23時30分に放送。
内容は、一流のプロ野球選手たちがぶっちゃけトークやクイズ・ゲームを行うというものだった。司会は一貫してダウンタウンの浜田雅功が務めていた。

## 出演者

### 司会
- 浜田雅功（ダウンタウン）
- 稲森いずみ - 2002年に出演。
- 中山エミリ - 2003年から2005年まで出演。

### ご意見番
- 金村義明

### ナレーター
- 梅田淳（2004年まで関西テレビアナウンサー）

### プロ野球選手出演者

#### 2002年[1]
各球団２名ずつの出演。
セ・リーグ
- 巨人：上原浩治、清原和博
- ヤクルト：高津臣吾、古田敦也
- 横浜：佐伯貴弘、三浦大輔
- 中日：立浪和義、山本昌
- 阪神：矢野輝弘、広沢克実
- 広島：東出輝裕、金本知憲

パ・リーグ
- 日本ハム：森本稀哲、岩本勉
- 千葉ロッテ：福浦和也、黒木知宏
- 西武：デニー、松坂大輔
- 大阪近鉄：前川勝彦、門倉健
- オリックス：大久保勝信、金田政彦
- ダイエー：山田秋親、小久保裕紀

OB
- 仰木彬
- 宮本和知

#### 2003年[1]
巨人を除き、昨年同様各球団２名ずつの出演。
セ・リーグ
- 巨人：清原和博
- ヤクルト：高津臣吾、古田敦也
- 横浜：田中一徳、佐伯貴弘
- 中日：福留孝介、山本昌
- 阪神：カツノリ（野村克則）、広澤克実
- 広島：西山秀二、木村拓也

パ・リーグ
- 日本ハム：小笠原道大、岩本勉
- 千葉ロッテ：諸積兼司、サブロー
- 西武：和田一浩、石井貴
- 大阪近鉄：吉岡雄二、門倉健
- オリックス：山口和男、金田政彦
- ダイエー：寺原隼人、永井智浩

#### 2004年[1]
選手の個性ごとに4人1チームを編成。☆は各チームのリーダー。
頭脳プレイヤーズ
文字通り、頭脳派プレイヤーと評判されている選手を擁したチーム編成。
- 古田敦也（ヤクルト）☆
- 広沢克実（阪神）
- 矢野輝弘（阪神）
- 山本昌（中日）

長嶋ジャパンズ
同年夏に開催されたオリンピックの出場選手を擁したチーム編成。
- 上原浩治（巨人）☆
- 宮本慎也（ヤクルト）※オリンピックでは主将を務めた。
- 和田一浩（西武）
- 小林雅英（千葉ロッテ）

必殺ワイや！ズ
頭脳プレイヤーズとは対照的に、パワーで押し切るプレーを持ち味とした選手を擁したチーム編成。
- 清原和博（巨人）☆
- 片岡篤史（阪神）
- 福留孝介（中日）
- 前田幸長（巨人）

豪快アルコール
球界きっての酒好きを擁したチーム編成。
- デニー（横浜）☆
- 佐伯貴弘（横浜）
- 石井貴（西武）
- 門倉健（この年から横浜に移籍）

## スタッフ
- 構成 : 高須光聖、そーたに、鮫肌文殊
- プロデューサー : 西澤宏隆（関西テレビスポーツ部）
- 技術協力 : スウィッシュ・ジャパン、プログレッソ、有明スタジオ
- 美術協力 : フジアール
- 制作協力 : NET WEB、ビーダッシュ、トラストクリエイション
- 制作 : 関西テレビ、吉本興業

## これ以降の1月2日夜関西テレビ制作全国ネット特番
2006年以降のこの枠は基本的にバラエティ番組の特番を編成しているが、2011年と2013年は過去に放送された連続ドラマの拡大版が放送された。
また2014年から2016年の当該枠は『有吉弘行のダレトク!?』のスタッフによる年始特番が放送された。詳細は下記の通り。
- 2006年 - 芸能界激震クイズ!!超無礼講!そこまで言っちゃっていいのかSP
- 2007年 - 笑うミュージックホール 島田紳助の初夢コラボ
- 2008年 - 歌って笑って大騒ぎ!!お笑い芸人家族対抗マジ歌合戦!（※HV）
- 2009年 - 新春!豪華芸人大集合ブサイク男爵は誰だ!?
- 2010年 - 超グータン男も女も新春初告白スペシャル
- 2011年 - チーム・バチスタSP2011〜さらばジェネラル!天才救命医は愛する人を救えるか〜
- 2012年 - 新春オープン!スターに逢えるおしゃべり商店街
- 2013年 - GTOお正月スペシャル[注釈 1]
- 2014年 - 有吉×独身さん芸能人 結婚偏差値㊙チェック 新春早々大きなお世話だよSP
- 2015年 - 正月なのに不幸オーラ全開!有吉VSミジメちゃん 今年幸せになってほしい大賞[注釈 2]
- 2016年 - 有吉のドッキリ初笑い!芸能界煩悩CUP
- 2017年 - 日本一うらやましいのは誰だ!?国民的お金持ちグランプリ[2]
- 2018年 - 世界のスーパーすっごい人にお願い!ちょっとだけでも何とかなりませんか?
- 2019年 - オカムラ調査隊 世界の聖地はスゴかった![3]
- 2020年 - 潜入!ウワサの大家族新春SP

なお2021年の1月2日は番組枠を返上し、『run for money 逃走中』と『千鳥のクセがスゴいネタGP』のフジテレビ制作の特番を2番組コラボする編成を組んだ。1月2日の夜に関西テレビ制作の特番が放送されなかったのは2000年以来21年ぶりである。
2022年・2023年の当該枠では『笑いの総合格闘技!千原ジュニアの座王 新春SP』が放送され、同様に2024年も放送される予定。